# Philippe B (album)
Albums de Philippe B
Taxidermie
Philippe B est le premier album de l'auteur-compositeur interprète québécois Philippe B, sorti le 6 septembre 2005.

## Pistes de l'album
| No  | Titre                                | Durée |
| --- | ------------------------------------ | ----- |
| 1.  | La comète                            | 4:32  |
| 2.  | Archipels                            | 2:54  |
| 3.  | Philadelphie                         | 3:58  |
| 4.  | Atlantique                           | 4:04  |
| 5.  | Les Prisonniers Du Lac Dufault       | 2:29  |
| 6.  | Le Déluge                            | 2:45  |
| 7.  | Tant Que La Neige...                 | 2:35  |
| 8.  | Mécontenté                           | 3:16  |
| 9.  | Canyon                               | 3:33  |
| 10. | La ballade de Calamité et Fil de fer | 2:24  |
| 11. | 60 jours                             | 2:24  |